# Antonio Maurizio Zumaglini
Antonio Maurizio Zumaglini (Benna, província de Biella, 1804 - Verrone, 18 de novembre de 1865) fou un botànic italià. Va estudiar medicina a la universitat de Pisa, on es titulà amb 23 anys, i exercí en la seva regió natal. Atret per l'estudi de la botànica, entre els anys 1849 i 1860 escrigué en llatí la colossal Flora Pedemontana, cosa que ha fet que sigui considerat un destacat botànic europeu.
Zumaglini també va ser alcalde i conseller de l'Ajuntament de Verrone; i senador del Regne de Sardenya.

## Honors
- Cavaller de l'Orde de Sant Maurici i Sant Llàtzer
- Jardí botànic públic, al centre de Biella[2]